# Fred Young Submillimeter Telescope
Koordinaten: 22° 59′ 9,3″ S, 67° 44′ 25″ W

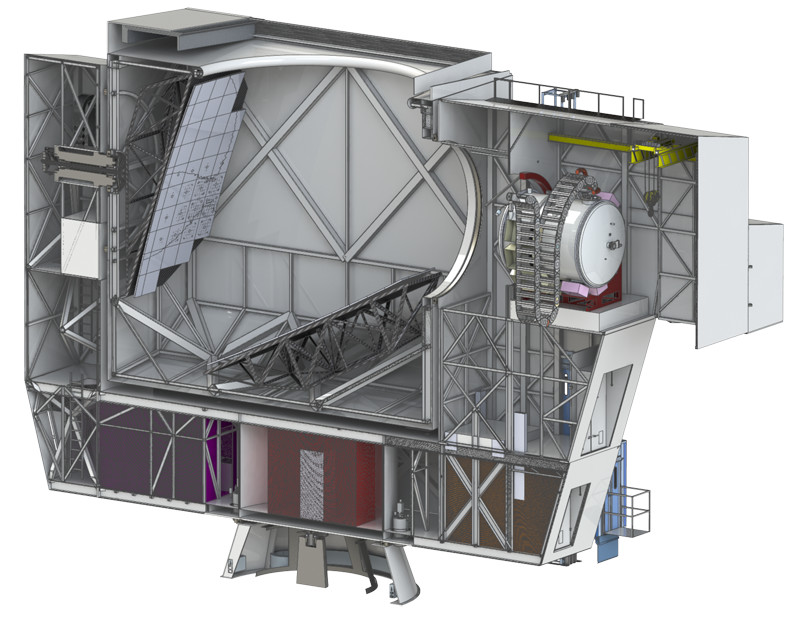
Fred Young Submillimeter Telescope mit einer Apertur von 6 Metern. Computergenerierte Darstellung des baugleichen Simons Observatory
aufgeschnitten.

Das Fred Young Submillimeter Telescope (FYST), zuvor als Cerro Chajnantor Atacama Telescope (CCAT) bezeichnet, ist ein Teleskop, das Himmelsobjekte im Terahertz- bzw. Submillimeter-Wellenlängenbereich (200 µm bis 3100 µm) untersucht. Es wurde in Duisburg, Deutschland fertiggestellt, war danach in Xanten am Niederrhein testweise aufgebaut (Stand Januar 2025) und soll (zerlegt) per Schiffstransport bis März 2025 nach Südamerika gelangen, per Lkw-Transport über unbefestigte, kurvenreiche Straßen auf den Aufstellungsort in 5600 m Höhe in Chile und soll hier Ende 2025 / Anfang 2026 in Betrieb genommen werden.

## Standort
Als Standort wurde der im nördlichen Chile in der Atacama-Wüste gelegene inaktive Vulkan Cerro Chajnantor gewählt.
Die volle Funktionalität des CCAT hängt von den richtigen klimatischen Bedingungen ab. Da die zu untersuchende Terahertzstrahlung von Luftfeuchtigkeit absorbiert wird, muss der Standort des Teleskops so trocken wie möglich sein. Aus diesem Grund wurde der über 5600 Metern hoch gelegene Gipfel des Cerro Chajnantor in der chilenischen Atacama-Wüste gewählt. Hier enthält im Winter die Atmosphäre nur Wasserdampf, der einer Wasserschicht von etwa 0,7 Millimeter entspricht. Mit einer Höhenlage von 5612 Metern über dem Meeresspiegel ist es zusammen mit University of Tokyo Atacama Observatory am gleichen Standort das am höchsten gelegene Teleskop der Erde. Etwa 600 Meter unterhalb befindet sich das Atacama Large Millimeter Array (ALMA).

## Technische Details

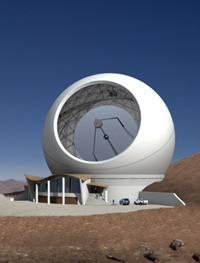
Ursprünglicher Entwurf des CCAT mit 25-Meter-Spiegel (Abbildung spätestens Mai 2013)

Beim ursprünglichen Entwurf von CCAT sollte der Durchmesser des leichten aber stabilen Spiegels 25 Meter betragen, und ein Gesichtsfeld von 20 Bogenminuten abgedeckt werden. Es wäre damit das größte Teleskop für diesen Wellenlängenbereich geworden. Da die Finanzierung letztlich nicht gesichert werden konnte, entschlossen sich 2017 einige der beteiligten Institutionen ein kleineres Projekt CCAT-prime mit 6 m Spiegeldurchmesser zu verwirklichen. In diesem Zusammenhang führten die Universität zu Köln, die Universität Bonn und die Vertex Antennentechnik GmbH eine Designstudie durch. Die Vertex Antennentechnik GmbH war bereits an der Entwicklung der Antennen für ALMA beteiligt.
Der neue Entwurf CCAT-prime hat einen kleineren Hauptreflektor von 6 Meter Durchmesser, einen ähnlich großen Sekundärreflektor und ist für ein großes und ebenes Gesichtsfeld optimiert, um möglichst viele Detektoren aufnehmen zu können. Es wird eine modifizierte Dragone-Reflektoranordnung verwendet, die die Polarisation der untersuchten Strahlung nicht beeinträchtigt.
Die Konstruktion der Komponenten wird wiederum durch Vertex Antennentechnik vorgenommen und begann November 2018 mit der Produktion des Spiegels.
Im Jahr 2020 wurde das CCAT-prime nach Fred Young benannt, der das Teleskop mit über 16 Millionen US-Dollar gefördert hat.

## Ziele
Mit dem CCAT-prime sollen bisher offene Fragen der Kosmologie und Astrophysik geklärt werden. Dazu gehören:
- Untersuchung der Verteilung und Dynamik des interstellaren Mediums der Milchstraße und naher Galaxien durch großräumige Kartierung in verschiedenen Spektrallinien.
- Studium der Galaxienentwicklung durch Messung der Submm-Emission individueller staubiger Galaxien bei hoher Rotverschiebung.
- Studium der frühesten Phasen der Galaxienentwicklung und des zeitlichen Verlaufs und der räumlichen Struktur der kosmischen Reionisierung durch Messung der dadurch entstehenden großräumigen Variationen in der Emission der 158-μm-Linie ionisierten Kohlenstoffs.
- Bestimmung der Geschwindigkeiten, Temperaturen, und Transparenz von Galaxienhaufen mit Hilfe des Sunyaev-Zeldovich-Effekts, zur Gewinnung von Information über die Dunkle Energie und die Massen von Neutrinos.

## Zusammenarbeit
An der Entwicklung und dem Bau des CCAT sind die Cornell University sowie weitere US-amerikanische und kanadische Universitäten beteiligt. Deutsche Unterstützung erfolgt seitens der Universität zu Köln, der Universität Bonn und der Duisburger Firma Vertex Antennentechnik GmbH. Das zunächst beteiligte California Institute of Technology zog sich 2014 aus dem Projekt zurück, nachdem ein Antrag auf Unterstützung durch die National Science Foundation erfolglos war.